# ایروین گونسالوس
ایروین گونسالوس (انگلیسی: Irwin Gunsalus; ۲۹ ژوئن ۱۹۱۲ – ۲۵ اکتبر ۲۰۰۸) دانشمند در زمینه زیست‌شیمی اهل ایالات متحده آمریکا بود.
وی همچنین برندهٔ جوایزی همچون کمک‌هزینه گوگنهایم و جایزه سلمان واکسمن در میکروبیولوژی شده‌است.